# Збірна Шотландії з хокею із шайбою
Збірна Шотландії з хокею із шайбою (англ. Scotland national ice hockey team) — хокейна збірна яка представляла Шотландію в міжнародних хокейних змаганнях. Останній раз брали участь у міжнародному матчі у 1993 році, обіграли збірну Англії 5:4. Шотландські гравці виступають у складі збірної Великої Британії яка виступає під егідою ІІХФ.